# Kaia Gerberová
Kaia Jordan Gerberová (3. září 2001 Los Angeles) je americká modelka a příležitostná herečka. Jejími rodiči jsou bývalá supermodelka Cindy Crawfordová a podnikatel Rande Gerber.

## Život
Narodila se 3. září 2001 v kalifornském Los Angeles jako mladší ze dvou dětí Rande Gerbera a Cindy Crawfordové, která 80. a 90. letech patřila mezi přední topmodelky. Má staršího bratra Presley Walkera (nar. 1999).
S modelingem začala již v deseti letech, kdy předváděla juniorskou kolekci pro Versace. V mladém věku již pracovala pro značky Marc Jacobs, Burberry, Prada, Chanel, Moschino, Chloé apod.

## Osobní život
Na sklonku roku 2019 navázala vztah s komikem Petem Davidsonem. Dvojice se po třech měsících rozešla. Od září roku 2020 do listopadu 2021 měla vztah s australským hercem Jacobem Elordim. V letech 2021 až 2024 jejím partnerem herec Austin Butler.

## Filmografie
| Rok  | Název                                  | Role           | Poznámky      |
| ---- | -------------------------------------- | -------------- | ------------- |
| 2016 | Sister Cities                          | mladá Carolina |               |
| 2021 | American Horror Story - Double Feature | Kendall Carr   | 4 díly        |
| 2021 | American Horror Stories                | Ruby McDaniel  | 3 díly        |
| 2022 | Babylon                                | Starlet        |               |
| 2023 | Holky bez zábran                       | Brittany       |               |
| 2024 | Palm Royale                            | Mitzi          | vedlejší role |